# Бєльська Лука
Бєльська Лука (рос. Бельская Лука) — присілок в Дєдовицькому районі Псковської області Російської Федерації.
Населення становить 4 особи. Входить до складу муніципального утворення Шелонська волость.

## Історія
Від 2015 року входить до складу муніципального утворення Шелонська волость.

## Населення
| 2002 | 2010 |
| ---- | ---- |
| 5    | ↘4   |